# 大塚丹後守
大塚 丹後守（おおつか たんごのかみ、? - 慶長17年（1612年）7月）は、戦国時代から江戸時代にかけての武将。大塚三俊の父。次右衛門。津山藩家老。子に百々綱家（岐阜城主織田秀信家老。のち山内一豊家臣）の養子となった直安（百々出雲）など。

## 生涯

### 森家の外交官
美濃国の住人。諱は不明。最初は大塚次右衛門と名乗る。仕官した時期は定かでは無いが当時、東美濃を領していた森氏に仕え、森長可の代に台頭した。大塚は戦場で陣頭に出ることはあまり多くは無かったが弁舌に長けており、長可付きの側近として主に対外交渉などを担当している。
台頭を見せ始めたのが天正10年（1582年）の事で、4月に芋川親正の一揆が起きた時には異変にいち早く気付いて長可の元に参じ、鎮圧に貢献した。また、6月に森家が信濃から撤退する際に高坂昌元ら信濃国人の煽動した一揆の大軍に退路を断たれた時には交渉を一任され、この席で大塚は与力でありながら長可を裏切った信濃国人達を糾弾するなど強気の交渉態度で望み「松本での人質の解放」と引き換えに「森軍への手出し無用」という条件を一揆衆に飲ませ一揆の進行妨害を止めさせた。しかし、猿ヶ馬場峠で暴発した一揆衆が森軍を襲撃するという事件が起こると大塚は2度目の交渉で一揆衆が約束を破った事を責め立てて、手出し無用である事を改めて強く約束させ以後、森軍は一揆から襲撃される事無く松本まで退避する事に成功している。最終的に森軍が松本で人質を殺害した為に一揆勢を欺いた形となるが長可は「大塚の計略により金山軍は無事に川中島を抜けることが出来た」と交渉の成果を評価した。	
この後、しばらくして受領名の丹後守を称し大塚丹後守を名乗るようになる。長可が小牧・長久手の戦いで死に、弟の森忠政の代になっても信任は変わらず、対外交渉役として重用され森家が美作国津山藩に移封される頃には家老にまで出世した。　

### 石切場決闘事件
慶長13年（1608年）、津山城建築の為の石材切り出し工事の総奉行に任じられる。しかしながらここで森家筆頭家老の各務元峯が小沢彦八を斬り殺し、止めに入った細野左兵衛も元峯の家臣に斬り殺されるという事件が起こる。この3人はいずれも1000石以上の石高を持つ上席の家老であり、3家の家人が武装するなど緊迫した状況が生まれた。更に折悪く参勤交代の為に忠政も江戸へと出向中で不在であり、やむなく大塚がこの事件の対処にあたる事になる。
まず、大塚は元峯の従兄弟である各務正保が軍勢を引き連れて津山に押入る構えを見せた為、ただちに津山城に設けられた6つの城門を封鎖し正保の津山入りを阻止。更に同日深夜に密かに各務元峯の屋敷を訪れ切腹を促し、翌日に元峯は責任を取って切腹。後に業を煮やした正保が城門を突破し城下は一時騒然としたが、大塚は既に当事者3人が存在しない事などから報復の愚かしさを説いて周り、各家が武装を解除して事態はひとまず収束に向かった。
大塚はひとまず江戸の忠政に仔細を報告したが、すぐには戻れなかった為に幕府からの上使への釈明も大塚が行っている。この報告も適切に処置し、大事になる前に当事者が責任を取った事で追求を免れた。しかしこの一件への忠政の怒りは深く帰国後すぐに各務、小沢、細野の3家を改易している。また、元峯の死亡により空座になった高田城代職は大塚が引継ぎ、以後子孫も津山藩改易まで代々高田城代を務めた。
慶長17年（1612年）7月に死去。跡を大塚三俊が継いだ。

## 逸話
- 森長可が新造された瀬田の唐橋を通りかかった時、瀬田の守将である山岡景隆の家人に「信長様の渡り初めが済んでいないので船で迂回するように」と言われ、これに腹を立てた長可は山岡の家人を成敗すると、柵を破壊して無理やり渡ってしまった。この時、大塚はただちに馬より降りて山岡の家人の死体を橋から琵琶湖に放り捨て、羽織っていた衣で血を拭きとった。騒ぎを聞きつけて集まってきた山岡の家人達に対し大塚が「うちの中間が主人に無礼を働き、成敗されたので始末しただけの事である。騒がぬように。」と一喝すると、山岡の家人たちもその気配に飲まれ、その場は騙されてしまった。
- 津山市林田にある「丹後山」の名の由来は大塚丹後守の下屋敷がこの山に設けられたからであるという[3]。